# Vidais
Vidais é uma povoação portuguesa sede da Freguesia de Vidais do Município de Caldas da Rainha, freguesia com 21,49 km² de área e 1040 habitantes (censo de 2021), tendo, por isso, uma densidade populacional de 48,4 hab./km².
A povoação e a freguesia são atravessadas pela EN114, que liga o Cabo Carvoeiro a Évora.

## Demografia
A população registada nos censos foi:
| Distribuição da População por Grupos Etários | Distribuição da População por Grupos Etários | Distribuição da População por Grupos Etários | Distribuição da População por Grupos Etários | Distribuição da População por Grupos Etários |
| -------------------------------------------- | -------------------------------------------- | -------------------------------------------- | -------------------------------------------- | -------------------------------------------- |
| Ano                                          | 0-14 Anos                                    | 15-24 Anos                                   | 25-64 Anos                                   | > 65 Anos                                    |
| 2001                                         | 143                                          | 129                                          | 590                                          | 316                                          |
| 2011                                         | 148                                          | 100                                          | 593                                          | 318                                          |
| 2021                                         | 96                                           | 97                                           | 515                                          | 332                                          |

## História
A freguesia pertenceu ao concelho de Alvorninha até este ser extinto, em 1836.